# 多治見市立池田小学校廿原分校
多治見市立池田小学校廿原分校（たじみしりつ いけだしょうがっこう　つづはらぶんこう）は、かつて岐阜県多治見市に存在した公立小学校の分校。

## 概要
- 池田小学校の分校であり、現在の多治見市廿原町などが校区であった。

## 沿革
- 1875年（明治8年）10月 - 可児郡廿原村に苟新学校廿原分教場を設置。大竜寺[注釈 2]を仮校舎とする。廿原村、諏訪村の児童が通学する。
- 1881年（明治14年）8月 - 諏訪村に苟新学校諏訪分教場が開校し、廿原分教場の校区は廿原村のみとなる。
- 1883年（明治16年）7月 - 廿原村字寺前に校舎を新築（木造2階建）し、移転。
- 1889年（明治22年）7月1日 - 池田町屋村、諏訪村、廿原村が合併し、池田村が発足。
- 1890年（明治23年） - 独立し、廿原簡易科小学校となる。廿原村のほか、諏訪村の一部の児童が通学する。
- 1893年（明治26年） - 廿原尋常小学校に改称する。
- 1894年（明治27年）4月 - 校舎を新築する。
- 1908年（明治41年）4月 - 池田町屋尋常高等小学校に統合され廃校。池田町屋尋常高等小学校廿原分教場となる。尋常科1～3年が通学。
- 1916年（大正5年）4月 - 池田尋常高等小学校廿原分教場に改称する。
- 1941年（昭和16年）4月 - 池田国民学校廿原分教場に改称する。
- 1944年（昭和19年）2月11日 - 池田村が多治見市に編入される。
- 1947年（昭和22年）4月 - 多治見市立池田小学校廿原分校に改称する。
- 1952年（昭和27年）月 - 校舎を改築する。
- 1961年（昭和36年）1月 - 廃校。